# سامسونج جالكسي إس 4G LTE
سامسونج جالاكسي S 4G LTE (بالإنجليزية: Samsung Galaxy S 4G LTE)‏ هو هاتف ذكي من إلكترونيات سامسونج ضمن سلسلة سامسونج جالكسي إس يعمل بنظام أندرويد، تم طرحه في الأسواق في 14 مايو 2011.

## الخصائص
- نظام التشغيل: أندرويد
- الكاميرا الخلفية: 8 ميجابكسل
- الشاشة: 480×800
- الذاكرة: 512 ميجابايت
- التخزين: 2 جيجابايت